# 김구라의 라떼9
《김구라의 라떼9》는 매주 수요일 밤 9시 20분에 방송된 채널S 예능 프로그램이다.

## 기획 의도
과거를 통해 미래를 예측하는 라떼구! 구라가 아닌 진실로 미래를 예측하는 차트쇼! [김구라의 라떼9] 그의 잡학사전 속에는 모르는 것이 없다! 과거 속에서 찾는 미래에 대한 해답!

## 방송 시간
| 방송 채널 | 방송 기간                          | 방송 시간          |
| --------- | ---------------------------------- | ------------------ |
| 채널S     | 2022년 4월 20일 ~ 2022년 12월 28일 | 수요일 밤 9시 20분 |

## 출연자

### 진행
- 김구라

## 방영 목록

### 2022년
| 회차 | 방송일    | 주제                                   | 특별 MC       | 게스트                  | 비고         |
| ---- | --------- | -------------------------------------- | ------------- | ----------------------- | ------------ |
| 1회  | 4월 20일  | 그때 우리는 무엇이 두려웠나?           |               | 허영지                  |              |
| 2회  | 4월 27일  | 라떼 서울시티투어                      |               | 진예, 해인              | 라붐         |
| 3회  | 5월 4일   | K의 시작                               |               | 전진                    |              |
| 4회  | 5월 11일  | 응답하라! 라떼 캠퍼스                  |               | 신지                    |              |
| 5회  | 5월 18일  | 라떼 핫한 직업                         |               | 이진혁                  | 업텐션       |
| 6회  | 5월 25일  | 영화보다 영화같은 충격실화             |               | 유아이, 미소 라라, 보니 | 드림노트     |
| 7회  | 6월 1일   | 먼나라 이웃나라! 우린 깐부잖아         |               | 김영옥                  |              |
| 8회  | 6월 8일   | 그때는 맞고 지금은 다르다              |               | 노지선, 송하영          | 프로미스나인 |
| 9회  | 6월 15일  | 그 시절을 풍미했던 힙한 오디션         |               | 채솔, 지원              | 시그니처     |
| 10회 | 6월 22일  | 기억하라! 6.25의 기적                  |               | 허영지                  |              |
| 11회 | 7월 13일  | 이 죽일놈의 사랑                       | 허영지        | 소희, 로하              | 네이처       |
| 12회 | 7월 20일  | 죽느냐! 사느냐! 레전드 대탈출          | 허영지        | 지원, 메이              | 체리블렛     |
| 13회 | 7월 27일  | 아찔한 순간에 나타난 히어로            | 김지민        | 미소, 보니              | 드림노트     |
| 14회 | 8월 3일   | 슈퍼리치의 소박한 씀씀이, 얼마면 되니? | 황치열        | 상아, 초원              | 라잇썸       |
| 15회 | 8월 10일  | 휴양지에서 생긴 일                     | 김지민        | 벨, 지원                | 시그니처     |
| 16회 | 8월 17일  | 이상한 왕족들의 사생활                 | 황치열        | 채현, 우정              | 스카이리     |
| 17회 | 8월 24일  | 월드 스타의 놀라운 가족사              | MC그리        | 연희, 수윤              | 로켓펀치     |
| 18회 | 8월 31일  | 반전 이중생활, 누구냐, 넌?             | MC그리        | 소희, 채정              | 앨리스       |
| 19회 | 9월 7일   | 철없는 분노 유발자들                   | 황치열        | 지니 김창연             | 스카이리 -   |
| 20회 | 9월 14일  | 평범함을 거부하는 나는 괴짜다          | 세븐          | 우연, 민서              | woo!ah!      |
| 21회 | 9월 21일  | 상상 그 이상! 부부의 세계              | 제이쓴        | 이진, 다경              | 하이엘       |
| 22회 | 9월 28일  | 야 너도 할 수 있어 인생역전!           | 제이쓴        | 디디, 가윤, 바름        | 럼블지       |
| 23회 | 10월 5일  | 잡았다 요놈! 딱 걸린 범죄 현장         | MC그리        | 지유, 수아              | 드림캐쳐     |
| 24회 | 10월 12일 | 배 터지게 욕 먹은 스타들               | MC그리        | 도시, 이레              | 퍼플키스     |
| 25회 | 10월 19일 | 현실판 복수혈전                        | 황치열        | 지유, 수아              | 드림캐쳐     |
| 26회 | 10월 26일 | 이런 찐사랑 또 없습니다                | 황치열        | 온다, 아샤              | 에버글로우   |
| 27회 | 11월 9일  | 남다른 호적 메이트                     | 조준호 조준현 |                         |              |
| 28회 | 11월 16일 | 인싸 되기 참 쉽죠?                     | 조준호 조준현 | 우아, 수안              | 크랙시       |
| 29회 | 11월 23일 | 현재가 궁금한 스타들                   | 류승수        | 아이다, 비안            | 메이져스     |
| 30회 | 11월 30일 | 세상에 이런 일(JOB)이                  | 류승수        | 송선, 소은              | 트라이비     |
| 31회 | 12월 7일  | 헐리우드식 환승 연애                   | 제이쓴        | 소희, 채정              | 앨리스       |
| 32회 | 12월 14일 | 그 누구도 믿지마라! 배신자들           | 제이쓴        | 소희, 채빈              | 네이처       |
| 33회 | 12월 21일 | 돈 돈 돈, 돈의 맛!                     | 정성호        | 우아, 수안              | 크랙시       |
| 34회 | 12월 28일 | 기막힌 운명의 장난!                    | 정성호        | 유빈, 지우              | 트리플에스   |